# Ordnungswidrigkeit

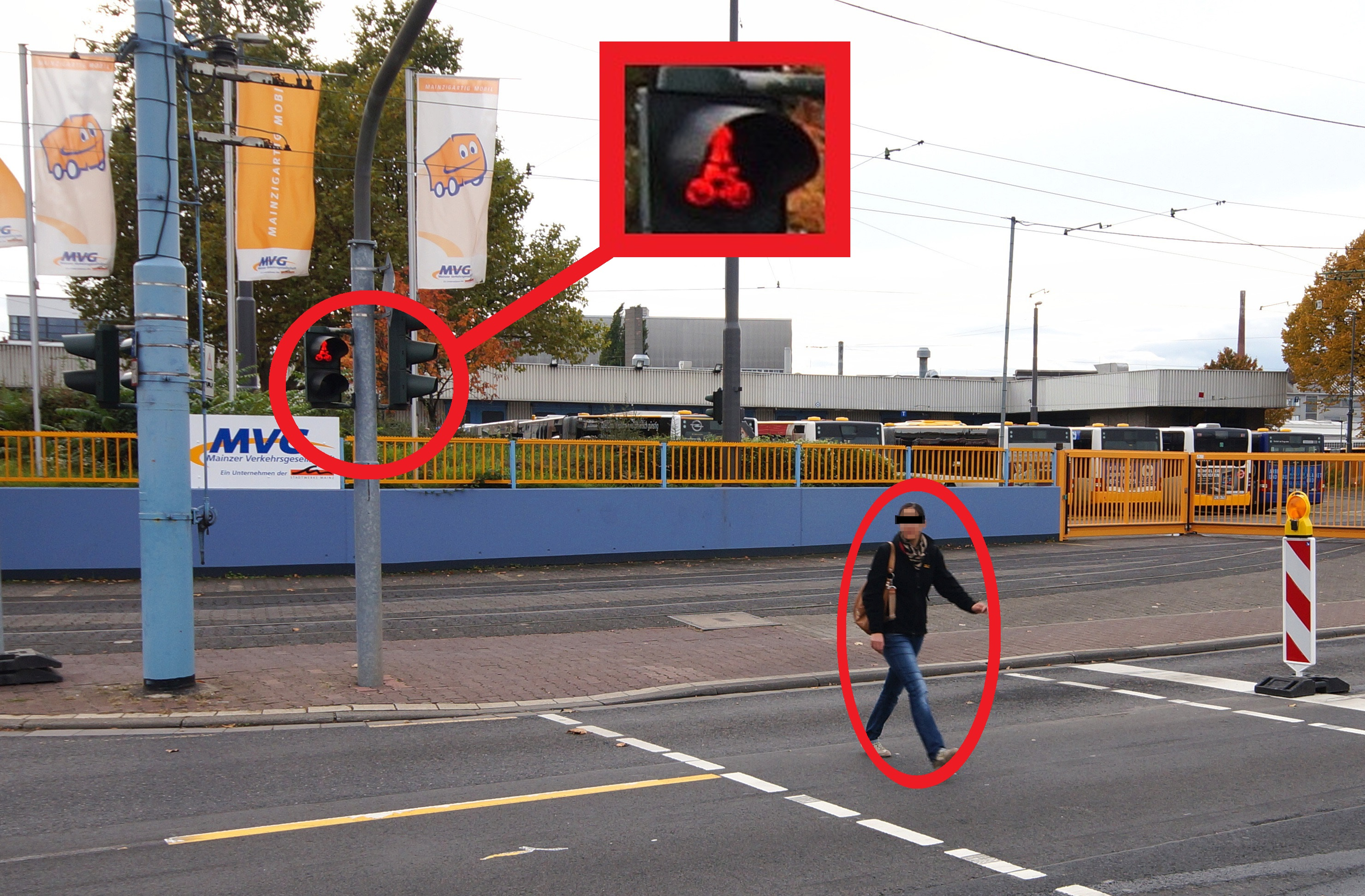
Das Überqueren einer Fahrbahn bei roter Ampel ist eine Ordnungswidrigkeit nach i. V. m. StVO. Sie wird mit einem Regelsatz von 5 € geahndet.

Eine Ordnungswidrigkeit ist in Deutschland eine bußgeldbewehrte Verletzung von Ordnungsrecht. Sie wird auch als „Verwaltungsunrecht“ bezeichnet.
Nach deutschem Recht ist eine Ordnungswidrigkeit eine Gesetzesübertretung (genau: eine rechtswidrige und vorwerfbare Handlung), für die das Gesetz als Ahndung eine Geldbuße vorsieht (§ 1 Abs. 1 Gesetz über Ordnungswidrigkeiten, OWiG). Bei manchen Verstößen gegen die Straßenverkehrs-Ordnung (StVO) kann neben der Geldbuße (Synonym: Bußgeld) auch ein Fahrverbot von maximal drei Monaten verhängt werden.
Der moderne Gesetzgeber sieht es bei leichten Rechtsverstößen als ausreichend an, nicht mit dem Mittel der Strafe zu reagieren, sondern lediglich ein Verwarnungsgeld oder im Rahmen eines Bußgeldverfahrens eine Geldbuße zu erheben. Das gilt hauptsächlich für leichte Fälle der Gefährdung oder Beeinträchtigung von Rechtsgütern anderer Personen (z. B. Verstöße gegen die Straßenverkehrs-Ordnung), aber auch für Fälle des Ungehorsams gegenüber Verwaltungsnormen (z. B. die Verletzung einer Meldepflicht).
Ähnlich wie beim Strafrecht kann die Annahme von Vorsatz oder Fahrlässigkeit bei der Begehung einer Ordnungswidrigkeit einen entscheidenden Einfluss auf die Höhe des Bußgelds haben (§ 17 Abs. 2 OWiG).
In der Schweiz sind Ordnungswidrigkeiten minder schwere Übertretungen, die von Verwaltungsbehörden des Bundes im Verwaltungsstrafverfahren verfolgt werden (siehe unten).

## Verhältnis zum Strafrecht

### Allgemeines
Rechtssystematisch gehört das Ordnungswidrigkeitenrecht zum Verwaltungsrecht, auch wenn seine kräftigen strafrechtlichen Wurzeln deutlich zu erkennen sind. Die rechtshistorische Unterscheidung zwischen Kriminalstrafrecht, Polizeistrafrecht und Disziplinarstrafrecht legt den gemeinsamen Grundgedanken der Sanktionierung rechtlichen Fehlverhaltens offen, verwischt aber die grundlegenden rechtssystematischen Unterschiede, die in der modernen Rechtswissenschaft deutlicher herausgearbeitet wurden. Wenn heute von Strafrecht (im engeren Sinn) gesprochen wird, ist nur das Kriminalstrafrecht gemeint, das sich in das im Strafgesetzbuch enthaltene Kernstrafrecht und die in Fachgesetzen verstreuten Strafbestimmungen des sogenannten Nebenstrafrechts aufteilt. Beim modernen Disziplinarrecht handelt es sich um das Berufsordnungsrecht der Staatsdiener. Anders als im historischen Disziplinarstrafrecht werden ahndungswürdige Disziplinarvergehen und strafbare Amtsdelikte (z. B. §§ 331 ff. StGB) deutlich unterschieden. Das früher sogenannte Polizeistrafrecht wird heute als Verwaltungsrecht verstanden und findet sich im Ordnungswidrigkeitenrecht wieder. Gleichwohl hat sich der Bund bei der Schaffung des Ordnungwidrigkeitengesetzes mit Billigung des Bundesverfassungsgerichts auf die konkurrierende Gesetzgebungszuständigkeit für das Strafrecht (Art. 74 Abs. 1 Nr. 1 GG) berufen.
Das Ordnungswidrigkeitenrecht wird auch oftmals als der kleine Bruder des Strafrechts bezeichnet. Das Ordnungswidrigkeitenrecht ist den Strafsachen weitgehend nachgebildet, unterscheidet sich aber auch in maßgeblichen Punkten davon. Insbesondere ist die Geldbuße keine Strafe; denn die zur Verfolgung und Ahndung von Ordnungswidrigkeiten berufenen Verwaltungsbehörden (§ 35 OWiG) dürfen keine Strafen verhängen; die Verhängung von Kriminalstrafen wird zum Kern der Rechtsprechungstätigkeit gerechnet, die dem Richter vorbehalten ist (Art. 92 GG). Ferner gibt es im Ordnungswidrigkeitenrecht anders als im Strafrecht keine Teilnahme (Anstiftung oder Beihilfe), vielmehr werden gemäß § 14 Abs. 1 OWiG alle Tatbeteiligten als „Täter“ behandelt (sogenannte Einheitstäter). Dennoch ist das Ordnungswidrigkeitenrecht nicht völlig losgelöst vom Strafrecht, da in Einzelfällen auch im Ordnungswidrigkeitenrecht auf das Strafrecht verwiesen wird (§ 30 OWiG und § 130 OWiG). Im Gegensatz zum Kriminalstrafrecht ist das Ordnungswidrigkeitenrecht grundsätzlich auf Inlandstaten beschränkt. Der räumliche Geltungsbereich richtet sich nach den §§ 5 und 7 OWiG. Im Rahmen des § 130 OWiG ist eine Sanktionierung indes nicht ausgeschlossen, wenn die darin geforderte Zuwiderhandlung im Ausland begangen wurde, sofern die Aufsichtspflichtverletzung selbst als Inlandstat zu qualifizieren ist.
Auch die Rechtsfolgen einer Verkehrsordnungswidrigkeit unterscheiden sich deutlich von den Rechtsfolgen einer Verkehrsstraftat. Gegen denjenigen, der eine Verkehrsstraftat begeht, wird eine Strafe verhängt. Im Gegensatz zu den Straftaten fehlt den Ordnungswidrigkeiten aber der ethische Unwert, also die moralische Vorwerfbarkeit, obgleich ein Fehlverhalten vorliegt, welches der Gesetzgeber immerhin mit Bußgeld oder etwa Fahrverbot bestraft, um dem Betroffenen sein Fehlverhalten aufzuzeigen.
Wenn die Geldbuße nicht beigetrieben werden kann, ist es grundsätzlich möglich, Erzwingungshaft anzuordnen. Für eine einzelne Geldbuße sind höchstens sechs Wochen Erzwingungshaft zulässig, für mehrere in einem Bescheid zusammengefasste Geldbußen höchstens drei Monate. Die Erzwingungshaft ist Beugemittel zur Überwindung des fehlenden Zahlungswillens. Sie gleicht darin der Ersatzzwangshaft im Verwaltungsvollstreckungsrecht, die das Zwangsgeld als Beugemittel bei dessen Uneinbringlichkeit ersetzt, und unterscheidet sich wesentlich von der Ersatzfreiheitsstrafe im Strafrecht (§ 43 StGB); sie mindert die Höhe der zu zahlenden Geldbuße nicht. Gegenüber nicht nur vorübergehend zahlungsunfähigen Betroffenen, die auch nicht mehr kreditwürdig sind, darf die Erzwingungshaft nicht angeordnet werden.
Bei Ordnungswidrigkeiten findet das Opportunitätsprinzip Anwendung. Das bedeutet, dass die Verfolgung im pflichtgemäßen Ermessen der Verwaltungsbehörde steht. Bei geringfügigen Ordnungswidrigkeiten kann auch lediglich verwarnt und ein Verwarnungsgeld bis 55 € erhoben werden. Wenn eine Verwarnung wegen der Schwere der Verkehrsordnungswidrigkeit nicht in Betracht kommt, sondern ein Bußgeld verhängt wird, kann daneben auch ein Fahrverbot zwischen einem und drei Monaten angeordnet werden. Dies aber nur dann, wenn die Pflichten eines Kraftfahrzeugführers grob bzw. beharrlich verletzt worden sind oder eine Alkohol- bzw. Drogenfahrt gegeben ist. Zur Gewährleistung einer möglichst gleichmäßigen Ahndung ist für Verkehrsordnungswidrigkeiten ein bundeseinheitlicher Bußgeldkatalog erstellt worden. Der Bußgeldkatalog orientiert sich nicht an den wirtschaftlichen Verhältnissen des Betroffenen und stellt daher nur eine Orientierungshilfe für die Gerichte dar. Diese haben stets den konkreten Einzelfall zu bewerten.

### Rechtsanwendung
Ist eine Handlung gleichzeitig Straftat und Ordnungswidrigkeit, so hat das Strafgesetz Vorrang (§ 21 OWiG). Hat das Gericht über die Tat als Straftat rechtskräftig entschieden, so kann dieselbe Tat nicht mehr als Ordnungswidrigkeit verfolgt werden (§ 84 Abs. 1 OWiG). Das rechtskräftige gerichtliche Urteil über die Tat als Ordnungswidrigkeit (nicht der Bußgeldbescheid; s. a. § 86 OWiG) steht ihrer Verfolgung als Straftat entgegen (Strafklageverbrauch; § 84 Abs. 2 OWiG), jedoch kommt hier gegebenenfalls eine Wiederaufnahme zuungunsten des Betroffenen in Betracht (§ 85 Abs. 3 OWiG in Verbindung mit § 362 StPO).

### Sanktionierung von Unternehmen

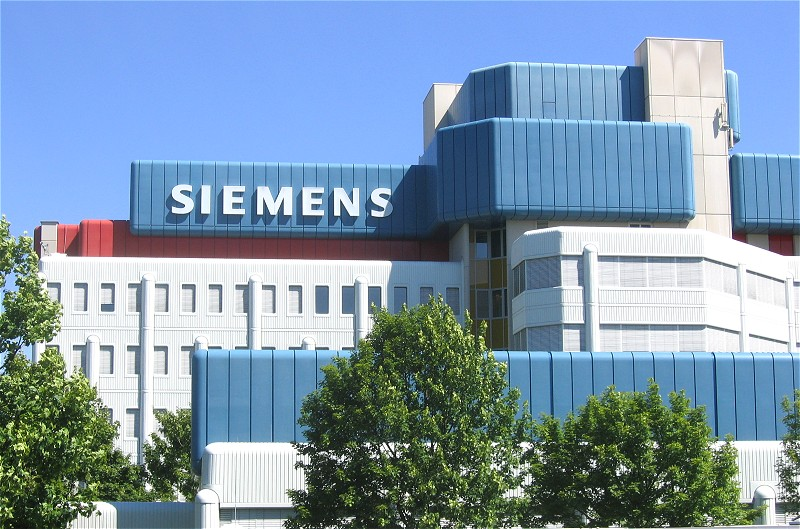
Ordnungswidrigkeit: Bildung sogenannter „schwarzer Kassen“ und Zahlung von Bestechungsgeldern im dreistelligen Millionenbereich aufgrund unzureichender Compliance im Rahmen der Siemens-Korruptionsaffäre. Nach OWiG mit einem Bußgeld in Höhe von 395.000.000 € geahndet.

Deutschland ist weltweit eines der wenigen Länder, dessen Strafrecht eine Strafbarkeit juristischer Personen nicht vorsieht. Juristische Personen als solche sind handlungs- und schuldunfähig. Sie können nur durch ihre Organe handeln. Insbesondere in Fällen von Wirtschaftskriminalität können daher allein die für das Unternehmen handelnden natürlichen Personen (Vorstand, Aufsichtsrat, Mitarbeiter etc.) strafrechtlich belangt werden. Soweit dadurch betriebsbezogene Pflichten verletzt werden, die das Unternehmen selbst treffen, oder das Unternehmen selbst Nutznießer der Straftaten ist, kann eine Sanktionierung in Deutschland gegenwärtig nur über das Ordnungswidrigkeitenrecht in Form der sogenannten Verbandsgeldbuße (§ 30 OWiG) erfolgen; das Höchstmaß der Verbandsgeldbuße beträgt bei vorsätzlichen Straftaten leitender Unternehmensvertreter 10 Millionen Euro (§ 30 Abs. 2 Satz 1 Nr. 1 OWiG), bei fahrlässigen Straftaten 5 Millionen Euro (§ 30 Abs. 2 Satz 1 Nr. 2 OWiG). Für die Beurteilung der Pflichtverletzung kommt es nicht zwingend nur auf die Pflichten der einzelnen juristischen Person an; es kommt nach den Umständen des Einzelfalls auch eine konzernweite Pflichtenstellung in Betracht. Die Einführung einer eigenständigen Unternehmensstrafbarkeit wird seit langem in Rechtswissenschaft und Politik diskutiert.

## Verhältnis zur Verwaltungsvollstreckung
Rechtssetzung zur Verwaltungsvollstreckung: Nach einem Beschluss des Rechtsausschusses des Bundesrats sollen die Mittel des Ordnungswidrigkeitenrechts nur bei solchen Rechtspflichten als Sanktion eingesetzt werden, aus deren nicht rechtzeitiger oder nicht vollständiger Erfüllung sich erhebliche Nachteile für wichtige Gemeinschaftsinteressen ergäben. Nur in diesen Fällen sollen Bußgeldnormen geschaffen werden. Im Übrigen genüge die Durchsetzung mit Mitteln des Verwaltungszwangs.
Rechtsanwendung: Verwaltungszwang kann neben einer Geldbuße (oder Strafe) angewendet werden (vgl. § 13 Abs. 6 des Verwaltungs-Vollstreckungsgesetzes).

## Aufbau der gesetzlichen Regelung
Welche Handlungen ordnungswidrig sind, ergibt sich nur teilweise aus dem Gesetz über Ordnungswidrigkeiten (OWiG). Die allermeisten Ordnungswidrigkeiten sind in Spezialgesetzen zu bestimmten Lebensbereichen (dem sogenannten Nebenstrafrecht) geregelt.
Die weitaus bedeutendste Gruppe von Ordnungswidrigkeiten ergibt sich aus der Straßenverkehrs-Ordnung. Aber auch zahlreiche andere Gesetze sehen die Ahndung von Verstößen als Ordnungswidrigkeit vor. So ist z. B. bei bestimmten Waren die Einfuhr ohne Überwachungsdokument (§ 32 i. V. m. § 81 Abs. 2 Außenwirtschaftsverordnung) eine Ordnungswidrigkeit nach § 19 Außenwirtschaftsgesetz. Eine zunehmende Bedeutung gewinnen in der Praxis die zahlreichen Bußgeldtatbestände, die im Jugendmedienschutz-Staatsvertrag und im Rundfunkstaatsvertrag enthalten sind.
Aus dem OWiG ergeben sich die Grundzüge des Ordnungswidrigkeitenrechts, also die Regelungen, die für alle Ordnungswidrigkeiten gelten. Neben Verfahrensvorschriften sind dies vor allem Regelungen
- über die analoge Gesetzesanwendung (Analogieverbot wie im Strafrecht, „nulla poena sine lege“),
- über den zeitlichen und räumlichen Geltungsbereich des deutschen Ordnungswidrigkeitenrechts,
- über die Ahndung eines pflichtwidrigen Unterlassens (echte (z. b. § 130 OWiG) und unechte (§ 8 OWiG) Unterlassungsdelikte),
- über den subjektiven Tatbestand (Vorsatz und Fahrlässigkeit),
- über den Irrtum (vermeidbarer oder unvermeidbarer Verbotsirrtum, Vorsatz ausschließender Tatbestandsirrtum),
- über die Ahndung des Versuchs,
- über die Beteiligung (wobei im Gegensatz zum Strafrecht nicht unterschieden wird zwischen Anstiftung und Beihilfe), § 14 OWiG,
- über eventuelle Rechtfertigungsgründe wie z. B. Notwehr,
- über die Konkurrenzen, also über Behandlung mehrerer zeitlich zusammenhängender Taten (Tateinheit und Tatmehrheit).

## Verfahren
Auch das Verfahren – vom ersten Verdacht über die gerichtliche oder behördliche Entscheidung bis zur Vollstreckung – ist im OWiG geregelt. Die Regelungen unterscheiden sich zum Teil deutlich vom Strafprozessrecht, insbesondere von der Strafprozessordnung:
So gilt bei der Verfolgung von Straftaten grundsätzlich das Legalitätsprinzip (Straftaten müssen verfolgt werden); im Ordnungswidrigkeitenrecht gilt hingegen das Opportunitätsprinzip: die Verfolgung liegt im Ermessen der Behörde. Anlass kann eine Ordnungswidrigkeitenanzeige sein, die jedermann bei der zuständigen Behörde oder der Polizei erstatten kann.
Bei geringfügigen Ordnungswidrigkeiten kann der Betroffene, wie der Delinquent im Ordnungswidrigkeitenrecht durchgängig heißt, verwarnt werden; dabei kann ein Verwarnungsgeld erhoben werden (geringfügig sind Ordnungswidrigkeiten, für die das Bußgeld bis 55 € betragen würde). Ein von der Behörde angebotenes Verwarnungsgeld wird jedoch nur wirksam, wenn es akzeptiert wird, und zwar durch Zahlung innerhalb der dafür bestimmten Frist von regelmäßig einer Woche (§ 56 Abs. 2 OWiG).
Nur wenn eine Ordnungswidrigkeit mit einer Straftat zusammenfällt, ist die Staatsanwaltschaft zuständig (§ 40 OWiG). Ansonsten ist für die Verfolgung von Ordnungswidrigkeiten nicht die Staatsanwaltschaft zuständig, sondern die „Verwaltungsbehörde“ (§ 35 OWiG), an manchen Stellen im Gesetz auch „Verfolgungsbehörde“ genannt. Welche Behörde das konkret ist, ergibt sich entweder aus einer besonderen gesetzlichen Regelung oder aus § 36 OWiG. Meist ist es die für das betroffene Sachgebiet zuständige Ordnungsbehörde. Wenn die sachlich zuständige Behörde nicht handeln kann (beispielsweise am Wochenende) oder wenn es keine Spezialbehörde gibt (beispielsweise für den Straßenverkehr), ist die Polizei zuständig. Die Zuständigkeit der Verwaltungsbehörde endet und das Verfahren wird von der Staatsanwaltschaft fortgeführt, wenn der Betroffene gegen den Bußgeldbescheid Einspruch einlegt (siehe unten), wenn also über die Einleitung eines Gerichtsverfahrens entschieden werden muss.
Soweit das OWiG keine besondere Regelung enthält, gelten die Vorschriften der Strafprozessordnung (StPO) entsprechend (sog. Transformationsvorschrift, § 46 OWiG); dabei hat die Verfolgungsbehörde weitgehend dieselben Rechte und Pflichten wie die Staatsanwaltschaft bei der Verfolgung von Straftaten. Auch im Bußgeldverfahren sind also Durchsuchungen oder Sicherstellungen möglich. Ausgeschlossen sind hingegen Festnahmen, Verhaftungen und Zwangseinweisungen.
Auch die Polizei hat bei der Verfolgung von Ordnungswidrigkeiten dieselben Rechte und Pflichten wie bei der Verfolgung von Straftaten, soweit das OWiG keine besondere Regel enthält (§ 53 OWiG). Weitreichende Grundrechtseingriffe können jedoch nur von Polizeibeamten angeordnet werden, die Ermittlungsperson der Staatsanwaltschaft sind (§ 53 Abs. 2 OWiG).
Eine Person, gegen die ein Bußgeldverfahren betrieben wird, heißt „Betroffener“.

### Bußgeldbescheid
Wenn das Verfahren nicht eingestellt wird, und wenn auch keine (wirksame) Verwarnung vorliegt (z. B. weil das Verwarnungsgeld nicht rechtzeitig gezahlt wurde), dann erlässt die Verwaltungsbehörde einen Bußgeldbescheid. Ein Bußgeldbescheid ist im Gegensatz zur Verwarnung mit zusätzlichen Kosten (Gebühr und Auslagen) verbunden. Erst nach Zustellung des Bußgeldbescheides haben eventuelle Beteiligte (z. B. der Geschädigte) ein Anrecht auf Akteneinsicht.
Sobald der Bußgeldbescheid rechtskräftig ist, kann er vollstreckt werden. Anders als Geldstrafen im Strafrecht können Bußgelder allerdings nicht in Freiheitsstrafen umgewandelt werden. Zur Beitreibung des Bußgeldes kann das zuständige Gericht gemäß § 96 OWiG Erzwingungshaft anordnen.
Rechtskraft tritt automatisch ein, wenn die Rechtsbehelfsfrist verstreicht, ohne dass ein wirksamer Rechtsbehelf erhoben wird. Der statthafte Rechtsbehelf gegen einen Bußgeldbescheid heißt Einspruch. Die Einspruchsfrist beträgt zwei Wochen (§ 67 Abs. 1 OWiG), d. h. der Einspruch ist nur wirksam, wenn er innerhalb von zwei Wochen nach Zustellung des Bußgeldbescheids eingelegt wird.

## Verjährung
Ordnungswidrigkeiten verjähren – je nach Höhe der Bußgeldandrohung – nach sechs Monaten bis drei Jahren (§ 31 OWiG). Für Verkehrsordnungswidrigkeiten gilt statt eines Jahres laut § 26 Abs. 3 StVG eine noch kürzere Frist von lediglich drei Monaten, solange wegen der Handlung weder ein Bußgeldbescheid ergangen, noch öffentliche Klage erhoben ist, danach sechs Monate.

## Verfahren nach einem Einspruch
Auf den Einspruch hin kann die Verwaltungsbehörde den Bußgeldbescheid zurücknehmen. Andernfalls leitet sie den Vorgang weiter an die Staatsanwaltschaft, die ihn dem Amtsgericht zur Entscheidung vorlegt. Das Gericht bestimmt einen Termin zur Verhandlung, in der der Sachverhalt durch Beweisaufnahme geklärt und rechtlich bewertet wird. Anders als im Strafprozess muss die Staatsanwaltschaft an der Verhandlung nicht teilnehmen. Auch der Betroffene ist auf Antrag von der Anwesenheit in der Hauptverhandlung zu entbinden, wenn er bereits zur Sache ausgesagt oder erklärt hat, nicht zur Sache aussagen zu wollen, und seine Anwesenheit zur Sachaufklärung nicht erforderlich ist (§ 73 Abs. 2 OWiG).
Wenn der Betroffene zu dem Gerichtstermin ohne genügende Entschuldigung nicht erscheint und auch nicht von der Pflicht zur Anwesenheit in der Hauptverhandlung entbunden war, wird sein Einspruch verworfen (§ 74 Abs. 2 OWiG).
Unter bestimmten Voraussetzungen kann gegen die Entscheidung des Amtsgerichts mit der Rechtsbeschwerde das Oberlandesgericht als nächste Instanz angerufen werden. Wenn das Oberlandesgericht dies zur Wahrung der Einheitlichkeit der Rechtsprechung für geboten hält, kann sogar der Bundesgerichtshof angerufen werden.

## Beharrliche oder wiederholte Verstöße gegen Ordnungswidrigkeitenrecht
Einige Sanktionsnormen im Strafrecht Deutschlands qualifizieren die beharrliche oder wiederholte Begehung einer Ordnungswidrigkeit zur Straftat. Beispiele hierfür sind:
- beharrliche Verstöße im Reisegewerbe (Vergehen gemäß § 144 Abs. 1, § 145 Abs. 1, Abs. 2 Nr. 2 oder 6 oder § 146 Abs. 1, § 148 Gewerbeordnung),
- wiederholte Verstöße gegen die räumliche Beschränkung des Aufenthalts von Asylbewerbern (Vergehen gemäß § 56 Abs. 1 oder 2, jeweils auch i. V. m. § 71a Abs. 3, § 85 Nr. 2 Asylgesetz),
- beharrlich wiederholte Bewerbung jugendbeeinträchtigender Filme oder Spielprogramme unter Hinweis auf den jugendbeeinträchtigenden Inhalt (§ 27 Abs. 2 Nr. 2 Jugendschutzgesetz),
- beharrliche Ausübung der verbotenen Prostitution (Vergehen gemäß § 184f StGB, im Gegensatz zur verbotenen Ausübung der Prostitution als Ordnungswidrigkeit nach § 120 OWiG).

Ferner gilt bei Ordnungswidrigkeiten das Prinzip, dass ein Wiederholungsfall strenger sanktioniert werden kann, sofern die Vorahndung eine Warnwirkung entfalten konnte.

## Vergleich zu anderen Ländern

### Terminologie
Bei den verwendeten Begriffen besteht nur eine ungefähre Übereinstimmung:
| Deutschland                 | Österreich                                                 | Schweiz                                                                         |
| --------------------------- | ---------------------------------------------------------- | ------------------------------------------------------------------------------- |
| OWiG                        | VStG                                                       | VStrR                                                                           |
| Bußgeldverfahren            | Verwaltungsstrafverfahren                                  | Übertretungsstrafverfahren / Verwaltungsstrafverfahren "ordentliches Verfahren" |
| Ordnungswidrigkeit          | Verwaltungsübertretung                                     | Übertretung / Widerhandlung                                                     |
| Betroffener                 | Beschuldigter                                              | beschuldigte Person / Beschuldigter                                             |
| Bußgeldbescheid             | Bescheid mit Straferkenntnis oder Verwaltungsstrafbescheid | Übertretungsstrafbefehl / Strafbescheid                                         |
| Geldbuße                    | Geldstrafe                                                 | Busse                                                                           |
| Einspruch                   | Beschwerde beim VG                                         | Einsprache                                                                      |
| Verwarnungsverfahren        | abgekürztes Verfahren                                      | Ordnungsbussenverfahren (nach OBG)                                              |
| Verwarnung                  | Strafverfügung / Anonymverfügung / Organstrafverfügung     | (Erhebung/Quittung)                                                             |
| Verwarnungsgeld (bis 55 €)  | Geldstrafe (bis 600 / 365 / 90 €)                          | Ordnungsbusse (bis 300 Fr.)                                                     |
| Weigerung                   | Einspruch / Nichtzahlung                                   | Ablehnung                                                                       |
| Buß-/Verwarnungsgeldkatalog | Tatbestandskatalog                                         | Bussenliste                                                                     |

### Österreich
In Österreich existiert analog dem deutschen Ordnungswidrigkeitenrecht ein Verwaltungsstrafrecht für Verwaltungsübertretungen, das durch das Verwaltungsstrafgesetz 1991 (VStG; allgemeines Verwaltungsstrafrecht, Verfahrensrecht), das Allgemeine Verwaltungsverfahrensgesetz 1991 (AVG; Verfahrensrecht; s. § 24 Abs. 2 VStG) und zahlreiche Straftatbestände in verschiedenen Einzelgesetzen geregelt ist.

### Schweiz
Das schweizerische Strafrecht hat die Trichotomie von Verbrechen, Vergehen und Übertretungen bewahrt. Übertretungen sind Taten, die mit Busse bedroht sind (Art. 103 StGB), grundsätzlich bis zu 10 000 Franken (Art. 106 StGB). Sie werden zunächst einmal von Verwaltungsbehörden verfolgt, nämlich von solchen des Bundes im Verwaltungsstrafverfahren (das übrigens auch auf Verbrechen und Vergehen Anwendung finden kann; VStrR) bzw. von solchen der Kantone im Übertretungsstrafverfahren (das dem Strafbefehlsverfahren nachgebildet ist; Art. 357 StPO).
In beiden Fällen gibt es spezielle Regelungen für „minder schwere“ Übertretungen, und in beiden Fällen spielt hierbei der Begriff der Ordnungsbusse eine Rolle, der jedoch jeweils unterschiedliche Bedeutungen hat:
- Im Bereich der Verfolgung durch Bundesbehörden geht es um die Ordnungswidrigkeiten. Das sind Übertretungen, die vom einzelnen Verwaltungsgesetz als solche bezeichnet sind[12] oder ausdrücklich mit Ordnungsbusse bedroht werden[13] (Art. 3 VStrR).[14] Bei ihnen sind Anstiftung und Gehilfenschaft nie strafbar (Art. 5 VStrR im Gegensatz zu Art. 105 Abs. 2 StGB), die Busse wegen einer Ordnungswidrigkeit unterliegt nicht der Umwandlung in Haft oder Einschliessung (Art. 10 VStrR), und Zwangsmassnahmen (Beschlagnahme, Durchsuchung, vorläufigen Festnahme und Verhaftung) sind bei Ordnungswidrigkeiten nicht zulässig (Art. 45 VStrR) bzw. können zu Entschädigungsansprüchen führen (Art. 99 VStrR).
- Im Bereich der Verfolgung durch kantonale Verwaltungsbehörden geht es um das Ordnungsbussengesetz (OBG). Bestimmte bundesrechtlich[15] oder kantonalrechtlich bezeichnete Übertretungen können danach in einem vereinfachten Ordnungsbussenverfahren mit festen, also von den persönlichen Verhältnissen des Täters unabhängigen Ordnungsbussen bis zu 300 Franken geahndet werden.

Im Militärstrafrecht ist der Begriff der Ordnungswidrigkeit nicht gebräuchlich. Inhaltlich weitgehend entspricht ihm aber derjenige des sogenannten leichten Falls, welcher eine Disziplinarstrafe nach sich zieht (Art. 180 Abs. 2 MStG).